# 230-е годы до н. э.
230-е (две́сти тридца́тые) го́ды до на́шей э́ры по пролептическому юлианскому календарю — промежуток времени с 1 января 239 года до н. э. по 31 декабря 230 года до н. э., включающий с 239 по 231 годы 7-го десятилетия  и 230 год 8-го десятилетия III века 1-го тысячелетия до н. э. Им предшествовали 240-е годы до н. э., за ними следовали 220-е годы до н. э. Они закончились 2255 лет назад.

## Важнейшие события
- 231 — Консулы Марк Помпоний Матон (плебей) и Гай Папирий Масон (патриций). Диктатор (№ 76) Гай Дуилий. Цензоры Тит Манлий Торкват (патриций) и Квинт Фульвий Флакк (плебей) (сложил полномочия из-за огрешности выборов). Впервые состоялся «триумф на Альбанской горе».
- 231 — Птолемей Эпирский выступил в поход против этолийцев, чтобы вернуть Акарнанию, но умер, сражённый внезапным недугом.
- 231 — ок. 225 — Царь Эпира Пирр III[1].
- 231 — Союз Эпира, ахейцев и этолийцев против Македонии. Поражение македонян.